# ハンドレページ

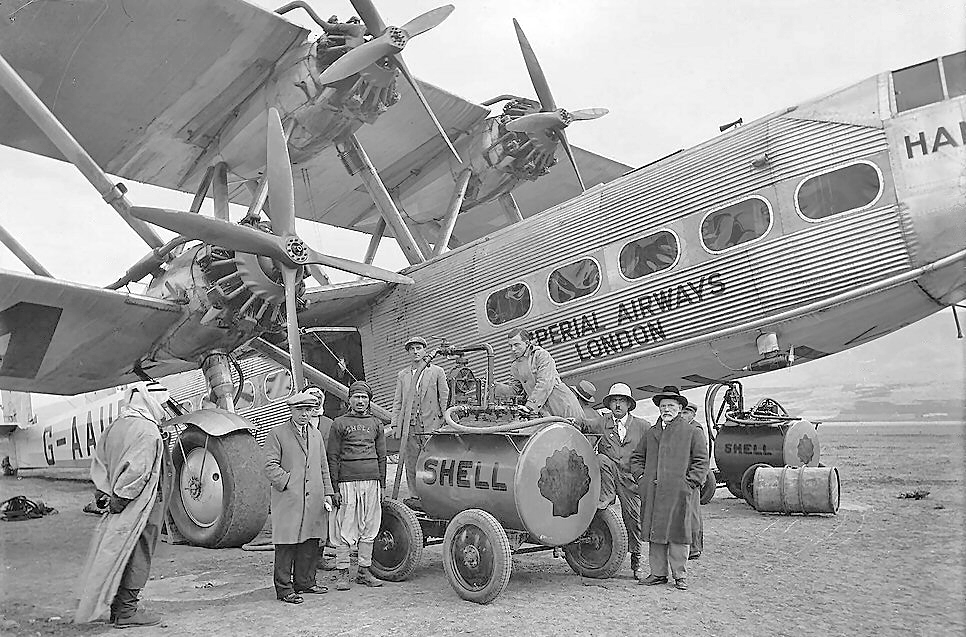
インペリアル航空のH.P.42

ハンドレイ・ページ（Handley Page Aircraft Company）は、フレデリック・ハンドレイ・ページ（Frederick Handley Page）によって1909年に設立されたイギリスの航空機メーカー。よくハンドレページと表記される。

## 歴史

### 第一次世界大戦
第一次世界大戦中はイギリス海軍のための爆撃機を製作した。第一次世界大戦後にロンドン - パリ間の民間航空会社ハンドレイ・ページ・トランスポートのための飛行機を製作した。ハンドレイ・ページ・トランスポートが他の航空会社と合併してインペリアル航空ができると、複葉の旅客機H.P.42などを生産した。迎え角が大きい時に有効な高揚力装置「ハンドレイ・ページスラット」を開発し、その特許料が1920年代前半の収入源になった。

### 第二次世界大戦
第二次世界大戦開戦が近づいた時ハンドレイ・ページ社は再び、爆撃機の開発を再開し、ハリファックス爆撃機を生産した。A・V・ロー社のランカスター爆撃機とともにイギリスの戦略爆撃機として活躍した。

### 倒産
第二次世界大戦後は、イギリスの核爆撃機のトリオ（3Vボマー）のうち、三日月翼のヴィクター爆撃機を生産した。ヴィクターは後に空中給油機に改装され、長く用いられた。その後はイギリスの航空宇宙産業各社が統合再編されていく中で独立を守ったものの、ジェット機時代に対応できず販売数が低迷し、1970年に倒産した。
なお、最晩年の1960年代後期にはリージョナル路線向けのターボプロップ小型旅客機としてジェットストリームを開発・製造していた。同機はその後スコティッシュ・アビエーションを経てブリティッシュ・エアロスペース（現BAEシステムズ）が機体製造権を承継しており、改良を行いながら生産されある程度の成功を収めている。

## 主な生産機種

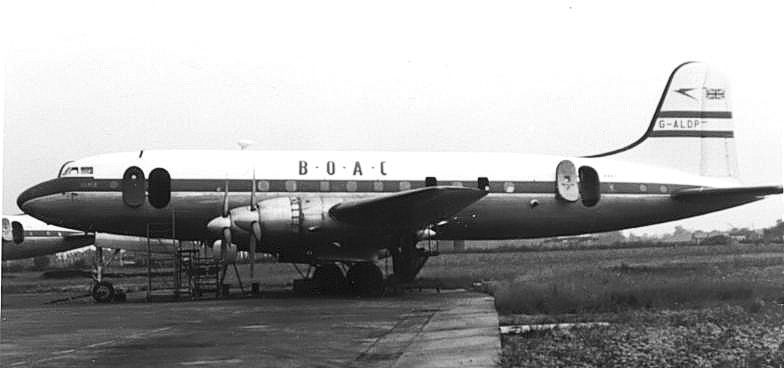
英国海外航空のハーミーズ

- O/100
- O/400
- V/1500
- W.8
- H.P.42
- ハンプデン
- ハリファックス
- ヘイスティングス
- ハーミーズ
- ヘラルド （試作のみ）
- ダートヘラルド
- ヴィクター
- マラソン
- ジェットストリーム